# Candela Gribodo
Candela Salles Gribodo (Buenos Aires, 16 de maio de 1985) mais conhecida como Candela Gribodo é uma atriz argentina que participou na novela Chiquititas.

## Trabalhos
- 1995 - La cenicienta (Teatro)
- 1996 - El jorobado de notre dame
- 1997 - Robin Hood
- 1998 - El Diluvio que viene
- 1999 - Grease
- 2000 - Chiquititas 2000 como Olívia Casani
- 2001 - La cenicienta